# Flókadalur (dal i Island, Västlandet)
Flókadalur är en dal i republiken Island.   Den ligger i regionen Västlandet, i den västra delen av landet, 60 km norr om huvudstaden Reykjavík.